# 拉沙佩勒德布兰
拉沙佩勒德布兰（法語：La Chapelle-de-Brain，法語發音：[la ʃapɛl də bʁɛ̃] ⓘ）是法国伊勒-维莱讷省的一个市镇，位于该省西南部，属于勒东区。

## 地理
拉沙佩勒德布兰（47°42'1"N, 1°56'5"W）面积17.65 平方千米，位于法国布列塔尼大區伊勒-维莱讷省，该省份为法国西北部沿海省份，位于布列塔尼半岛东部，北濒大西洋，西接阿摩尔滨海省和莫尔比昂省，南至大西洋卢瓦尔省，西南端接曼恩-卢瓦尔省，东临马耶讷省，东北与芒什省接壤。
与拉沙佩勒德布兰接壤的市镇（或旧市镇、城区）包括：朗贡、勒纳克、阿韦萨克、马塞拉克。

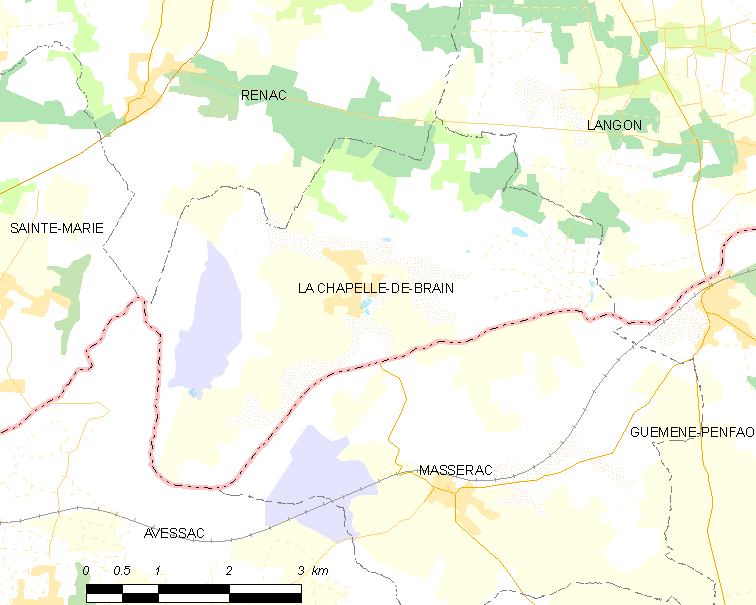
拉沙佩勒德布兰的OSM定位图

拉沙佩勒德布兰的时区为UTC+01:00、UTC+02:00（夏令时）。

## 行政
拉沙佩勒德布兰的邮政编码为35660，INSEE市镇编码为35064。

## 政治
拉沙佩勒德布兰所属的省级选区为勒东县。

## 人口

1962-2008年间拉沙佩勒德布兰人口变化图示

拉沙佩勒德布兰于2022年1月1日时的人口数量为1107人。